# Davina Waddy
Davina Waddy (* 16. August 1996 in Christchurch) ist eine neuseeländische Ruderin. Sie wurde 2024 Olympiadritte im Vierer ohne Steuerfrau.

## Karriere
Davina Waddy ist die Tochter der Reiterin Olivia Waddy, die für Neuseeland an internationalen Meisterschaften in der Dressur und im Vielseitigkeitsreiten teilnahm. Davina Waddy begann ebenfalls als Reiterin, sie wurde 2014 neuseeländische Juniorenmeisterin im Vielseitigkeitsreiten. Im gleichen Jahr begann sie mit dem Rudersport. Sie graduierte an der Lincoln University und machte ihren Master an der Massey University.
2016 belegte Waddy mit dem neuseeländischen Achter den vierten Platz bei den U23-Weltmeisterschaften. Zwei Jahre später erreichte sie bei den U23-Weltmeisterschaften 2018 den fünften Platz im Vierer ohne Steuerfrau. 2019 debütierte Waddy im Weltcup. Bei den Weltmeisterschaften 2019 belegte sie mit dem Vierer den elften Platz.
Nach der Zwangspause wegen der COVID-19-Pandemie wurde Waddy mit dem Vierer Achte bei den Weltmeisterschaften 2022. 2023 belegten Davina Waddy, Ella Cossill, Jackie Gowler und Phoebe Spoors bei den Weltmeisterschaften in Belgrad den siebten Platz, der die direkte Olympiaqualifikation für 2024 bedeutete. 2024 bestand die Vierer-Crew aus Gowler, Spoors, Waddy und Kerri Williams, Jackie Gowlers mittlerweile verheirateter Schwester. Bei den Olympischen Spielen in Paris wurden die Neuseeländerinnen Dritte hinter Niederländerinnen und Britinnen, aber knapp vor den Rumäninnen.